# Berne (Nowy Jork)
Berne – miasto w Stanach Zjednoczonych, w stanie Nowy Jork, w hrabstwie Albany.